# Jan Frans Jozef Janssens
Jan Frans Jozef/Jean François Joseph Janssens (Antwerpen, 29 januari 1801 – aldaar, 3 februari 1835) was een Belgisch notaris en componist.
Hij was zoon van de kapelmeester François Bernard Joseph Antoine Janssens van de Sint-Carolus Borromeuskerk in Antwerpen en Marie Josephe Antoinette Storms. Hij bleek al op jonge leeftijd talent te hebben voor muziek. In zijn jeugd speelde hij viool voordat hij op twaalfjarige leeftijd zijn eerste compositie op papier zette. Pas daarna in 1817 begon zijn echte opleiding harmonieleer bij de kapelmeester van de Sint-Pauluskerk (De Leeuw). In dat jaar wist hij ook al een tweede prijs te winnen in een concours georganiseerd door het Koninklijk Instituut der Nederlanden. Hij trok daarop naar Parijs om verder te studeren bij kapelmeester Jean-François Lesueur van het hof van Lodewijk XVIII van Frankrijk. Hij schreef daar de opera La jolie fiancée, waarvan later alles verloren ging. Hij zette zijn opleiding voort bij François-Adrien Boieldieu, maar had er ineens genoeg van. Hij ging voor het ambt notaris in zijn geboortestad. Na zijn indiensttreding kwam er zo nu en dan nog een muziekwerk van zijn hand, zoals een motet (1822) en een mis (1825), terwijl in 1824 zijn opera’s Le pere rival en (weer) La jolie fiancée in Antwerpen werden uitgevoerd. Hij ging als in 1826 gediplomeerd kandidaat-notaris aan de slag in Hoboken, maar er kwam nog een derde mis. Zijn activiteiten in de muziek bleven niet onopgemerkt; hij werd in 1828 aangesteld in de functie van directeur en dirigent van de Koninklijke Harmonie Maatschappij, waarmee hij een eerste prijs won bij een wedstrijd in Brussel; hij schreef er zijn De zonnenopgang (Le lever du soleil) een symfonie) voor en ook een potpourri van Vlaamse liedjes. Zijn notarisloopbaan ging in 1829 verder in Berchem. Bij de Belgische Revolutie was hij in het buitenland, maar hij kwam terug toen het stof was opgetrokken. Hij schreef op tekst van Charles Rogier een ode aan koning Leopold I van België, die uitgevoerd werd bij diens intrede. Weer vertrok hij naar het buitenland, ditmaal Keulen, aanleiding was het Beleg van Antwerpen in 1832. Bij terugkomst constateerden vrienden en kennissen dat hij veranderd was; hij had een geesteskwaal, die nog verergerde omdat hij zijn geld had verloren aan de beurs. Hij stierf in waanzin in het krankzinnigeninstituut aan de Sint-Rochusstraat.
Zijn oeuvre bestaat uit op Gioachino Rossini gelijkende zangerige stukken met eenvoudige, elegant en ritmische melodievoering. Boieldieu vond hem een van de grootste harmonisten van zijn tijd. Hij hield de instrumentatie vaak dun richting kamerorkest. Anderen waren van mening dat het ging om middelmatige werken, die enig betekenis hebben als tijdsdocument. Er zijn, in tegenstelling tot wat Kruseman stelde, behoorlijk wat werken van hem bewaard gebleven. Er zijn vijf missen, vijftien motetten en een Te deum, een van zijn drie opera’s, cantates, hymnen, werken voor harmonieorkest en liederen in papiervorm teruggevonden meest in kerken in Vlaanderen. In 1860 werd aandacht besteed aan zijn vijfentwintigste sterfdag. In de Antwerpse Sint-Jacobskerk is een gedenkteken aan hem geplaatst, gemaakt door Jan Van Arendonck.
- Gemeinsame Normdatei: 140521968
- International Standard Name Identifier: 0000 0000 7717 9396
- Library of Congress Control Number: n2015065099
- MusicBrainz: 8536ce99-3cd9-4941-a226-13521be53b8d
- Nederlandse Thesaurus van Auteursnamen: 202757773
- Virtual International Authority File: 107210187
- WorldCat: E39PBJvhq44phdmPpfR87HXmVC